# 汉南书院
汉南书院位于陕西省汉中市汉台区东大街街道莲湖路中学巷8号，是汉中中学的前身。

## 历史
清朝乾隆年间，在汉中府南郑县创建汉南书院。鼎盛时，汉南书院规模宏大，拥有七院100多间房舍。是当时，汉中府范围内影响最大的官办教育场所。清末，汉南书院改为新式的中学堂。民国时期至中华人民共和国，学校多次改名，至当代定名为汉中中学。
汉南书院建筑曾改扩建和火焚重建。在近代，书院建筑因历史久远，风蚀严重。文化大革命期间，书院建筑和文物文献资料损毁殆尽。
2000年8月，汉中市人民政府将汉南书院列入汉中市第一批重点文物保护单位。2003年，汉中市人民政府安排汉中中学投资300万元，予以恢复重建。汉中市委、市政府等相关领导曾多次前往汉中中学调研、指导书院整修及开放准备工作。
1931年至1932年，中共陕南特委书记贾拓夫、省委特派员陈浅伦以教员的身份在汉中中学教学并传播马列主义思想，故汉南书院被视为中共陕南特委机关所在地。2020年12月30日，陕西省文物局公布陕西省第一批革命文物名录，以汉南书院（中共陕南特委机关汉中中学旧址）之名列入。
2021年，汉中中学筹资60万元，在原有修葺的基础上完成书院走廊文化墙设计布展、电路改建、消防、安防监控系统、绿化等14项工作。2021年11月1日，举行汉南书院开放仪式。汉中市委常委、市政府党组成员柳林主持仪式。汉中市政协主席严维佳宣布汉南书院正式开放。汉中市委常委、宣传部部长王春丽致辞。市政协副主席李应德等领导及相关人士参加。开放仪式之后，汉南书院将分两步分批对外开放。对公众免费开放的汉南书院，主要展示书院历史及相关文化文献资料，展现汉中市教育发展成就、汉中中学历史与现状。 

## 建筑
汉南书院在2003年后重建的建筑规模，占地约3.8亩，绿化面积约900平方米，有濯汉堂、奎文阁、大成殿三大主体建筑等18间房舍。